# Odjezd na Kythéru
Odjezd na Kythéru (francouzsky Le Pèlerinage à l'île de Cythère) je obraz francouzského malíře Jeana-Antoine Watteaua. Watteau namaloval dva obrazy v letech 1717 (Louvre) a 1718–1719 (Charlottenburg) stejného názvu i tématu. Nejznámější je starší varianta z roku 1717, kterou malíř vytvořil kvůli přijetí do Académie Royale de Peinture et Sculpture a svým invenčním pojetím vytvořil zvláštní malířský žánr galantní slavnost (fête galante).

## Historie
Obraz s titulem Odjezd na Kythéru vytvořil již roku 1710. Zde ještě konvenčně zachytil antický mytický námět odjezdu milenců na ostrov Kythéru (sídlo Afrodité, bohyně tělesné lásky). Již roku 1712 byl přijat do královské akademie s podmínkou předložení přijímacího díla, ovšem splnění této podmínky dlouho odkládal a ke splnění se odhodlal až pod pohrůžkou vyhození. Pohrozili mu na začátku roku 1717, přičemž se vrátil k již zpracovanému tématu a za poměrně krátkých osm měsíců vytvořil obraz Odjezd na Kythéru, kde původní téma významně rozšířil a akademií byl přijat.

## Význam
Watteauův obraz po podání v akademii vzbudil pozornost, protože svým pojetím se nevešel do žádné z užívané kategorizace malířských žánrů (historická, žánrová, portrétní malba), proto vznikla nová kategorie fête galante. Slavný obraz ztvárňuje pouť milenců k bájné Venušině svatyni na středomořském ostrově Kythéra. Milenecké páry jsou volně seřazeny do pohybujícího průvodu. Postavy jsou na plátně volně rozestaveny od Venušiny sochy, zpola ukryté na pokraji lesa vpravo, až k rokokově zdobné lodi na levém okraji obrazu. Krajina, ponořená do teplého večerního světla, vyzařuje veselou, něžnou náladu. Odjezd párů symbolizuje touhu po vzdáleném štěstí, ukazuje ale také jistou prchavost šťastných chvil.
Obraz má složitou kompozici na poměrně malém formátu. Malíř zde uplatnil vše, co poznal z vlámské a holandské malby 17. století. Rubensův kolorit spojený se světelnou malbou N. Poussina, rytmizaci světla na jemně zřasených látkách, které malíř převzal od Veroneseho. Rokokovost námětu a zpracování se projevuje ve zdobné obřadnosti, na jemném a kultivovaném tahu štětce. Jeho obrazy zapůsobily i na francouzskou kulturu, Po jeho smrti se módní společenský život řídil podle jeho obrazů (móda à la Watteau).